# Bernhard Hertzog
Bernhard Hertzog (* 26. Januar 1537 in Weißenburg; † 1596/1597 in Wörth an der Sauer) war ein deutscher Jurist und Historiker.

## Leben und Wirken
Der Sohn des Ratsherrn Hans Hertzog besuchte die Schule zu Durlach und das Gymnasium Straßburg, studierte in Heidelberg, wo er 1550 und nochmals 1557 immatrikuliert wurde. 1561 erhielt er eine Anstellung in Zweibrücken als pfalzgräflicher Kanzleisekretär. Nach dem Tod Pfalzgraf Wolfgangs von Pfalz-Zweibrücken trat er 1570 in den Dienst Graf Philipps IV. von Hanau-Lichtenberg. Er wurde Sekretär und später Amtmann in Wörth, wo er bis zu seinem Tod verblieb. 
Die älteste Tochter aus der am 4. November 1560 geschlossenen Ehe mit Elisabeth Breitenacker aus Weißenburg ehelichte den Straßburger Schriftsteller Johann Fischart.
Bedeutung erlangte Bernhart Hertzog durch sein historisch-genealogisches Chronicon Alsatiae oder Edelsasser Chronick, das 1592 in Straßburg bei Bernhard Jobin erschien, dem Verleger Fischarts. Es fand große Verbreitung und bleibt für die Geschichte des Unterelsasses unentbehrlich, da Hertzog auf heute verlorene Quellen zurückgreifen konnte. Die von seinem Zeitgenossen Daniel Speckle 1587 vollendete Straßburger Chronik war nach einem Brief Speckles als Pendant zu Hertzogs Chronik angelegt.
Außer handschriftlichen Sammlungen vor allem zur Adelsgeschichte verfasste er eine Schwanksammlung Schiltwache (Ausgabe Magdeburg um 1580: VD 16 H 2660, Exemplar in Wolfenbüttel).

## Werke
- Chronicon Alsatiae, Edelsasser Chronick. Bernhart Jobin, Straßburg 1592, urn:nbn:de:0128-1-25783.
- Hinweise auf Handschriftliches: Archivalia vom 19. September 2012 online.